# اهتاج
اهتاج (به لاتین: Ahtaj) یک منطقهٔ مسکونی در افغانستان است.